# Robert I de Dreux
Robert I de Dreux (Robert I Capet), supranumit cel Mare (n. cca. 1123 – d. 11 octombrie 1188), a fost cel de al cincilea fiu al regelui Ludovic al VI-lea al Franței cu Adélaide de Maurienne. Pe linie maternă, se înrudea cu carolingienii și cu marchizul Guglielmo al V-lea de Montferrat.
În anul 1137, Robert a primit comitatul de Dreux ca apanaj de la tatăl său. El a deținut titlul comital până în 1184, când l-a acordat mai departe fiului său, Robert al II-lea.
În 1139, s-a căsătorit cu Agnes de Garlande.
A doua căsătorie s-a petrecut în 1145, cu Hawise de Salisbury.
În fine, cea de a treia căsătorie a avut loc cu Agnes de Baudemont în 1152, ocazie cu care a primit comitatul de Braine-sur-Vesle, alături de senioriile de Fère-en-Tardenois, Pontarcy, Nesle, Longueville, Quincy-en-Tardenois, Savigny și Baudemont.
Robert I a participat la Cruciada a doua, fiind prezent la asediul Damascului din 1148. În 1158, a luptat împotriva englezilor și a asediat Séez în 1154.

## Căsătorii și copii
1. Cu Agnes de Garlande (n. 1122–d. 1143), fiica lui Anseau de Garlande, conte de Rochefort.
- Simon (n. 1141 – d. înainte de 1182), senior de La Noue

2. Cu Hawise de Salisbury (n. 1118–d. 1152), fiica lui Walter Fitz Edward de Salisbury, șerif de Wiltshire
- Adèle de Dreux (n. 1145 – d. după 1210), căsătorită mai întâi cu Valéran al III-lea, conte de Breteuil, apoi cu Guy al II-lea, senior de Châtillon-sur-Marne, a treia oară cu Jean I de Thorotte și a patra oară cu Raoul al III-lea de Nesle, conte de Soissons.[8]
- Alice sau Adelheid (n. 1144)

3. Cu Agnes de Baudemont, contesă de Braine (n. 1130 – d. cca. 1202).
- Robert (n. 1154–d. 1218), conte de Dreux și Braine.[10]
- Henric (n. 1155–d. 1199), episcop de Orléans
- Alix (n. 1156 –d. după 1217), căsătorită cu Raoul I, senior de Coucy
- Filip (n. 1158–d. 1217), episcop de Beauvais.[11]
- Isabella (n. 1160–d. 1239), căsătorită cu Hugue al III-lea, senior de Broyes
- Pierre (n. 1161–d. 1186)
- Guillaume (n. 1163 –d. după 1189), senior de Braye, Torcy și Chilly
- Jean (n. 1164 –d. după 1189)
- Mamilie (n. 1166–d. 1200)
- Margareta (n. 1167–), călugăriță